# Pedro de Moya y Contreras

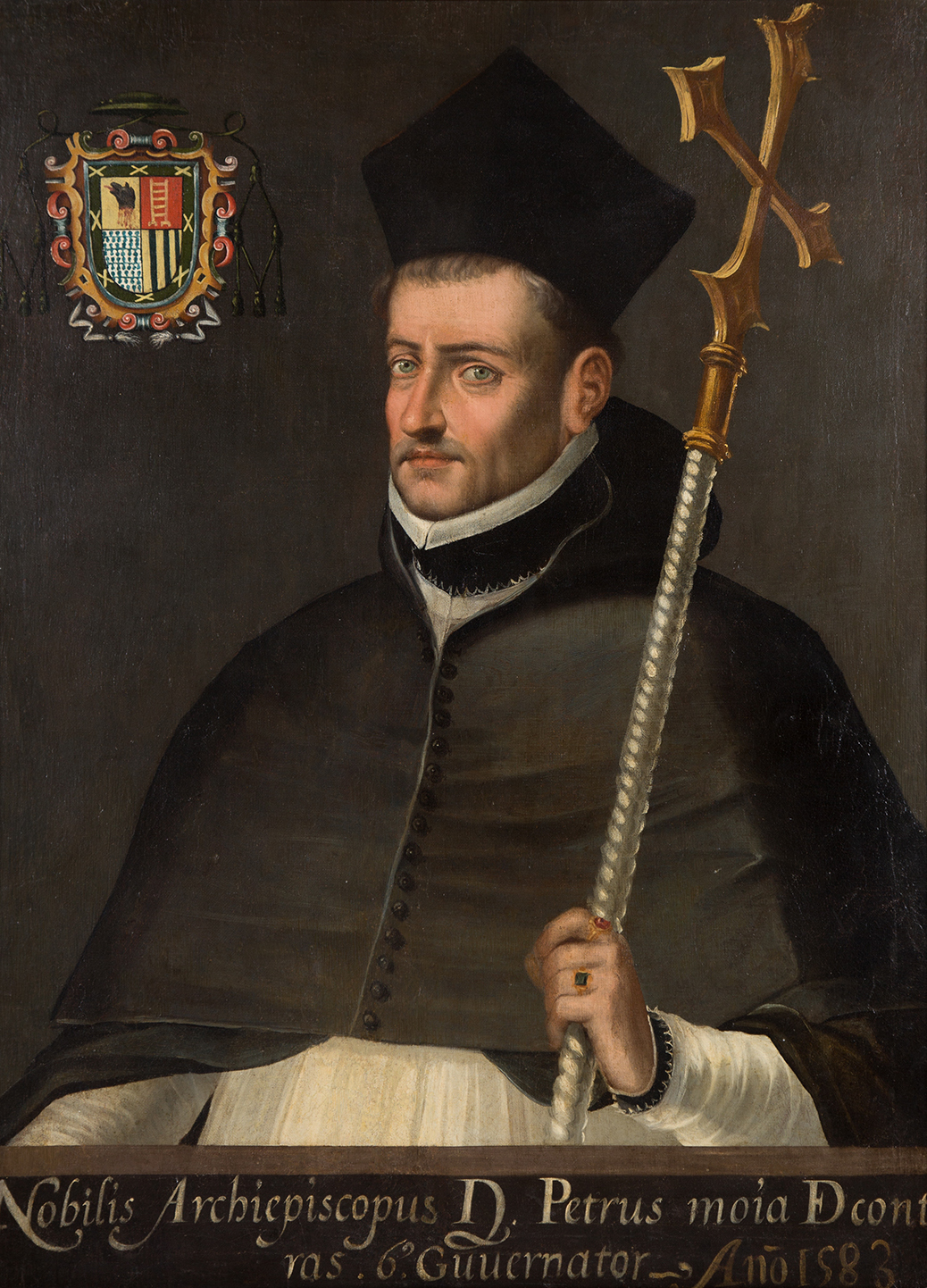
Erzbischof von Mexiko, Pedro de Moya y Contreras

Pedro de Moya y Contreras, (auch: Pedro Moya de Contreras) (* zwischen 1525 und 1530 in Pedroche, Provinz Córdoba, Spanien; † 14. Januar 1592 in Madrid, Spanien) war ein spanischer Bischof der römisch-katholischen Kirche, der als Inquisitor und als Vizekönig von Neuspanien amtierte.

## Leben

### Herkunft und Ausbildung in Europa
Pedro de Moya entstammte einer adeligen Familie aus Andalusien. Sein Onkel mütterlicherseits Acisclo Moya Contreras war Erzbischof von Valencia. Auf Drängen seines Onkels brachten die Eltern Pedro schon in jungen Jahren an den königlichen Hof, wo er seinen Dienst als Page von Juan de Ovando begann, der als Präsident des Indienrates amtierte. Ovando erkannte schnell die außergewöhnliche Intelligenz des jungen Mannes und machte ihn zu seinem Sekretär und Privatschreiber.
Ab 1551 durfte Pedro de Moya seinen Wissensdurst im Studium an der Universität Salamanca stillen – im Auftrag und auf Rechnung seines Gönners Ovando. Bis 1554 erhielt er den Abschluss als doctor der Kanonik und der Rechtslehre.

### Karriere in Europa
Moya kehrte nach Abschluss seiner Studien in den Dienst von Juan de Ovando zurück. An der Seite Ovandos und im Umkreis von König Philipp II. arbeitete er im engsten Kreis der Verwaltung und politischen Leitung der spanischen Überseekolonien. Als Auszeichnung für seine loyalen und geschickten Dienste wurde ihm 1560 die Leitung der Kathedralsschule der Kanarischen Inseln übertragen.
Er hatte dieses Amt nicht lange inne, ehe ihn der König zurück aufs Festland berief und zum Leiter der Inquisition von Murcia ernannte. Dort wirkte er bis 1570.

### Kirchenkarriere in Neuspanien
Dann versetzte ihn Philipp II. in quasi gleicher Funktion in die Neue Welt. Moya sollte Generalinquisitor von Neuspanien werden und das Tribunal del Santo Oficio errichten und leiten. Hintergrund dieser Berufung war, dass Philipp und seine Berater fürchteten, dass die Woge der Reformation, die Europa konfessionell geteilt hatte, auch die spanischen Kolonien in Amerika ergreifen könnte. Dem wollte er entgegentreten und die Alleinstellung des katholischen Glaubens in Neuspanien sichern.
Pedro de Moya erreichte Mexiko 1571. Mit ihm reisten als weitere Inquisitoren Cristóbal Cervantes, der freilich auf der Überfahrt starb, sowie Alonso Fernández de Bonilla und Antonio Bazán. Am 11. November 1571 nahm das Tribunal seine Arbeit auf.
Erst nach seiner Ankunft in Mexiko wurde Pedro de Moya zum Priester geweiht und hielt seine erste Messe.
1572 wurde Moya zum Koadjutor des Erzbischofs Alonso de Montúfar ernannt, dessen Nachfolge er antreten sollte. 1573 erhielt er im Juni die Ernennung zum Bischof von Papst Gregor XIII.; Montúfar starb 1573, und am 8. Dezember 1573 weihte ihn der Bischof von Puebla, Antonio de Morales, in der Kathedrale von Mexiko-Stadt zum neuen Erzbischof.
Am 12. Februar 1574 hielt Moya in Mexiko-Stadt ein großes Autodafé ab. In einem Brief an König Philipp II. vom 24. März 1575 klagt er über die fehlende Kenntnis im Kirchenrecht und den schlechten Bildungsstand der 175 Priester seiner Erzdiözese.
In seine Amtszeit als Erzbischof fiel der Baubeginn der Wallfahrtskirche von Guadalupe.
Die Arbeit des Jesuitenordens – insbesondere die Bemühung um Bildung bei den Einheimischen – fand Moyas volle Unterstützung.
Im Februar 1584 berief Erzbischof Moya das III. Provinzialkonzil von Mexiko (III Concilio Provincial Mexicano), das im Januar 1585 in der alten Kathedrale von Mexiko-Stadt zusammentrat. Hier wurden – im Geiste der Gegenreformation – die Standards und Regularien der katholischen Kirche in Mexiko festgeschrieben, die bis zum Ende der Kolonialzeit Bestand haben sollten. Ein weiteres Ergebnis des Konzils, dessen Ergebnisse sowohl vom König in Madrid als auch weit später von Papst Sixtus V. anerkannt wurden, war das strikte Verbot, die indigene Bevölkerung zu versklaven.

### Politische Karriere
Schnell entwickelte sich Konkurrenz und Feindschaft zwischen Vizekönig Martín Enríquez de Almansa und dem neuen Erzbischof. Der Vizekönig vertrat die Auffassung, er sei als weltlicher Regent dem Klerus gleichgestellt, wenn nicht gar vorangehend – vergleichbar mit der Rolle, die der König von Spanien gegenüber den obersten Kirchenvertretern Spaniens habe. Demgegenüber sah sich der ehrgeizige und glaubensstrenge Erzbischof in der Doppelrolle als oberster Hirte und Generalinquisitor den weltlichen Belangen in Neuspanien übergeordnet und nur dem König Rechenschaft schuldig. Der Verteidigung des wahren Glaubens – vertreten durch ihn – habe sich alles andere unterzuordnen.
Der Vizekönig war zwar ein energischer Mann, aber er hatte schwache Argumente, zumal die Zivilverwaltung der Kolonie für ihn keine Hausmacht bildete. Sie war korrupt und schwach, Enríquez de Malansa sah seine Hauptaufgabe darin, diese Missstände zu beseitigen, was ihm aber nur teilweise gelang. Der fortdauernde Konflikt mit dem Generalinquisitor scheint für den Vizekönig kräfte- und nervenzehrend gewesen zu sein, wie Enríquez de Malansa nach seiner Versetzung nach Peru 1580 in einem Brief an seinen Nachfolger Lorenzo Suárez de Mendoza, Graf von Coruña, andeutet.
Mit diesem neuen Vizekönig, der 1580 nach Mexiko kam, hatte Moya offenbar leichteres Spiel, da der Graf von Coruña intellektuell und von der Durchsetzungskraft lange nicht an seinen Vorgänger heranreichte.

### Visitador und Vizekönig von Neuspanien
Wie sein Vorgänger war Vizekönig Lorenzo Suárez de Mendoza bemüht, die grassierende Korruption in der Real Audiencia von Mexiko und der zivilen Kolonialverwaltung zu bekämpfen oder zumindest einzudämmen. Diese Bemühungen waren schon unter Vizekönig Enríquez de Almansa nicht sehr ergiebig gewesen, und auch Mendoza sah sich aus eigener Kraft nicht in der Lage, die Situation zu beherrschen. Er bat den König um einen Visitador, der als Schiedsrichter zwischen dem Vizekönig und der Audiencia und ihrer nachgeordneten Organe vermitteln sollte.
Der enge briefliche Kontakt und die fortlaufenden Berichte, die den politisch gewandten Moya in Madrid präsent sein ließen, zahlten sich jetzt aus: König Philipp II. ernannte kurzerhand den Erzbischof zum Visitador von Neuspanien. Der nutzte die neue Macht umgehend, hielt rigorose Urteile über etliche Oidores, die er wegen Bestechlichkeit und Unfähigkeit aus dem Amt entfernte und zum Teil hinrichten ließ.
Als Mendoza im Juni 1583 starb, ging das Amt des Vizekönigs zwar formell auf den Dekan der Audiencia über; als Visitador blieb freilich Pedro Moya der eigentliche Entscheider. 1584 erhielt er auch formell vom König die Ernennung zum neuen Vizekönig. Als Erzbischof, Vizekönig, Generalinquisitor und Visitador hatte er alle Machtpositionen Neuspaniens in seiner Position vereinigt und konnte völlig frei regieren.
Im Oktober 1585 kam der neue von Madrid entsandte Vizekönig Álvaro Manrique de Zúñiga in Mexiko an. Sein Amt als Erzbischof und Inquisitor behielt Moya.

### Rückkehr nach Europa
Im Juni 1586 machte sich Moya auf den Rückweg nach Europa. Er wurde in Madrid empfangen und für seine Verdienste in den Indienrat berufen. Auch fungierte er als Juez de los jueces, also als oberster Richter der Gerichtsbarkeit. Später beförderte der König Moya zum Präsidenten des Indienrates; dieses Amt konnte er allerdings nicht mehr ausüben, da er am 14. Januar 1592 nach mehrmonatiger Krankheit in Madrid starb.
Dass Pedro de Moya zwar ein glaubenseifriger und machtpolitisch skrupelloser Mann, zugleich aber persönlich integer war, mag belegen, dass er bei seinem Tod so arm war, dass der Hof für seine Beerdigung aufkommen musste.